# 牧場物語 蜜糖村與大家的願望
《牧場物語 蜜糖村與大家的願望》是一款由Marvelous Entertainment公司制作的農場題材模拟游戏。此遊戲為《牧场物语3 燃起心中的热火》的重製版。

## 玩法
追加新角色。遊戲期間變為兩年，結局後能繼續遊玩。

## 外部連結
- 官方网站（日語）